# Xiphocolaptes
Xiphocolaptes is een geslacht van zangvogels uit de familie ovenvogels (Furnariidae).

## Soorten
Het geslacht kent de volgende soorten:
- Xiphocolaptes albicollis – Witkeelmuisspecht
- Xiphocolaptes falcirostris – Baardmuisspecht
- Xiphocolaptes major – Grote muisspecht
- Xiphocolaptes promeropirhynchus – Reuzenmuisspecht